# 柴田阿彌
柴田阿彌（日语：柴田阿弥，1993年4月1日—）是日本女性自由播報員兼藝人，為女子偶像團體SKE48 Team E前成員，愛知縣出身，金城學院大學畢業。在2013年舉辦的AKB48第五屆選拔總選舉的投票首日速報中，因一舉取得第8名的高名次出乎歌迷與媒體意料之外，故備受注目；之後在6月8日揭曉的總選舉結果中取得第17名，成為Under Girls的中央成員（center）。以此為契機，柴田逐漸成為SKE48的主力成員之一，並在AKB48第六屆與第七屆選拔總選舉中連續兩年以第15名成功進入選拔組。2016年6月宣布在同年8月底從SKE48畢業，之後加入以培育女子播報員著稱的經紀公司cent. Force，以成為播報員及全方位藝人為目標。

## 經歷

### 加入SKE48
2010年9月，柴田阿彌參加了SKE48第4期生甄選會並合格，並成為16名第4期研究生之一。10月5日，柴田跟其他15名第4期生於SKE48首個巡迴演唱會「這汗量不是鬧著玩的」（汗の量はハンパじゃない）的名古屋公演中首次亮相，並一起演唱《想見你》一曲。12月6日，SKE48劇場經理湯淺洋宣布設立SKE48第三支小分隊——Team E，柴田亦獲晉升到這支新分隊，成為正式成員。Team E的首輪劇場公演「睡衣兜風」於2011年1月16日開始。
2011年2月1日，因為所讀的學校一直以來都在約束學生不可同時兼任學生與藝人，如果繼續演藝活動，就會無法從學校畢業，因此學校和本人進行了討論，結論為「在畢業前必須先暫停SKE48的活動，也不能更新部落格」。3月1日，柴田從高中畢業，演藝活動亦隨之恢復。她目前正在就讀大學。

### 一夜成名
柴田雖然自第4張單曲《1！2！3！4！ 請多關照！》起一直有參與單曲的工作，更曾擔任第9張單曲B面曲《默契的接吻》（あうんのキス）的中央成員（center），但在兩年半的SKE48生涯裏從未進入選拔組。在2011年和2012年的兩次AKB48選拔總選舉（第三屆、第四屆）中，亦未曾進入當選範圍。
2013年，柴田跟絕大部份成員一樣報名參加了AKB48第五屆選拔總選舉。她在「政綱宣傳」影片中表示「在今年取得名次是我的目標」。這次總選於5月21日開始投票，翌日晚上的速報環節中會公布投票首天的投票結果。柴田在AKB48劇場公布的速報中出乎意料地得票11530張，取得第8名，在SKE48中僅次於兩大代表人物「W松井」——松井珠理奈（第4名）和松井玲奈（第6名）。AKB48劇場的觀眾亦十分驚訝，會場上甚至傳出「是誰？」的聲音。柴田的名字在當日雅虎日本的搜尋字眼急昇榜上排第五，翌日電視上亦有關於她的報導。
柴田得知在速報中取得佳績後亦難以置信，當晚在Google+上表示「看到的那瞬間眼淚就湧出來了……到現在身體還在震抖」，但表明「既然能走到這一步，想在高的名次時叫到我的名字！絕對絕對要站上日產體育場的舞台」。在6月8日開票當晚，雖然未能保持第8名，但亦從圈外一舉登上第17名，獲得39,739票，除了是SKE48成員中得票第四高者外，也順利成為Under Girls的中央成員，負責演唱AKB第32張單曲Type-A版本的B面曲（也就是後來公開的《戀愛的幸運餅乾》單曲之B面曲《想了一下愛的定義》）。她在發表感言時表示第8名對她來說是「如夢一般的名次」，「為了得到像速報的名次，會不顧一切地去加油」。

## 人物
柴田的自我介紹詞（catch phrase）是「魅力點是大大的眼睛，以眼睛發射的光線讓大家心如鹿撞」（チャームポイントは大きな瞳、みなさんを目からビームでドキドキさせちゃいます）。她在握手會中因為與歌迷的互動親切獲得好評，是SKE48中被稱為「神對應」的成員之一。
SKE48在籍時期，有著「孤單一人」（ぼっち）的角色設定。另外，與同屬Team E的小林亞實有著「商業不合」的關係（ビジネス不仲；意為表面上或對外表現出不合的樣子），但事實上兩人的交情相當好。

## 歌曲作品

### SKE48單曲CD
|      | 發行日期       | 單曲名稱                | 參與歌曲名稱         | 分組名義             | 備註                      |
| ---- | -------------- | ----------------------- | -------------------- | -------------------- | ------------------------- |
| 4th  | 2010年11月17日 | 1！2！3！4！ 請多關照！ | 秋櫻的記憶           | 白組                 |                           |
| 6th  | 2011年7月27日  | 翡翠色的沙灘裙          | 心跳的足跡           | 白組                 |                           |
| 7th  | 2011年11月9日  | Okey Dokey              | 火箭砲發射！         | 白組                 |                           |
| 8th  | 2012年1月25日  | 單戀Finally             | 羞澀棒棒糖           | 白組                 |                           |
| 9th  | 2012年5月16日  | I love you 我愛你！     | 默契的接吻           | 白組                 | center                    |
| 10th | 2012年9月19日  | 接吻可是左撇子          | 體育館的早餐         | 白組                 |                           |
| 11th | 2013年1月30日  | 巧克力的奴隸            | 冬天的海鷗           | 白組                 | 双center之一              |
| 12th | 2013年7月17日  | 美麗的閃電              | 只有兩個人的遊行     | Team KII             |                           |
| 13th | 2013年11月20日 | 贊成卡哇伊！            | 贊成卡哇伊！         |                      | A面曲 首度進入SKE48選拔組 |
| 13th | 2013年11月20日 | 贊成卡哇伊！            | 道路為什麼繼續下去？ | 愛知豐田選拔         |                           |
| 13th | 2013年11月20日 | 贊成卡哇伊！            | 一直一直在前方的今天 | 精选18               |                           |
| 14th | 2014年3月19日  | 未來是什麼？            | 未來是什麼？         |                      | A面曲                     |
| 14th | 2014年3月19日  | 未來是什麼？            | GALAXY of DREAMS     | GALAXY of DREAMS     |                           |
| 14th | 2014年3月19日  | 未來是什麼？            | S子与测谎器          | Team KII             |                           |
| 15th | 2014年7月30日  | 笨拙的太阳              | 笨拙的太阳           |                      | A面曲                     |
| 15th | 2014年7月30日  | 笨拙的太阳              | Coming soon          | 赛艇选拔             |                           |
| 15th | 2014年7月30日  | 笨拙的太阳              | 香蕉革命             | Team E               |                           |
| 16th | 2014年12月10日 | 12月的袋鼠              | 12月的袋鼠           |                      | A面曲                     |
| 16th | 2014年12月10日 | 12月的袋鼠              | I love AICHI         | 愛知豐田選拔         |                           |
| 16th | 2014年12月10日 | 12月的袋鼠              | 青春咖喱飯           | Team E               |                           |
| 17th | 2015年3月31日  | 風情萬種塞車中          | 風情萬種塞車中       |                      | A面曲                     |
| 17th | 2015年3月31日  | 風情萬種塞車中          | 我都知道             | DOCUMENTARY of SKE48 |                           |
| 17th | 2015年3月31日  | 風情萬種塞車中          | 靜音的電視機         | Team E               |                           |
| 18th | 2015年8月12日  | 向前衝                  | 向前衝               |                      | A面曲                     |
| 18th | 2015年8月12日  | 向前衝                  | 漫長夢境的迷宮       | Team E               |                           |
| 19th | 2016年3月30日  | 胆小鬼LINE              | 胆小鬼LINE           |                      | A面曲                     |
| 19th | 2016年3月30日  | 胆小鬼LINE              | Is that your secret? | Team E               |                           |
| 19th | 2016年3月30日  | 胆小鬼LINE              | 旅行途中             | 宮澤佐江和朋友們     |                           |
| 20th | 2016年8月17日  | 金之爱、银之爱          | 優美的離別           | 柴田阿弥與4期生      | center                    |

### SKE48專輯CD
|     | 發行日期      | 專輯名稱           | 參與歌曲名稱   | 分組名義 | 備註   |
| --- | ------------- | ------------------ | -------------- | -------- | ------ |
| 1st | 2012年9月19日 | 不會忘記這天的鐘聲 | 蜜蜂女孩       | Team E   |        |
| 1st | 2012年9月19日 | 不會忘記這天的鐘聲 | 馬尾與髮圈     | Team E   |        |
| 1st | 2012年9月19日 | 不會忘記這天的鐘聲 | 翡翠色的沙滩裙 |          | 个人PV |

### AKB48單曲CD
|      | 發行日期       | 單曲名稱        | 參與歌曲名稱     | 分組名義            | 備註   |
| ---- | -------------- | --------------- | ---------------- | ------------------- | ------ |
| 27th | 2012年2月15日  | 格子花紋        | 那一天的風鈴     | Waiting Girls       |        |
| 32nd | 2013年8月21日  | 戀愛的幸運餅乾  | 想了一下愛的定義 | Under Girls         | center |
| 35th | 2014年2月26日  | 勇往直前        | KONJO            | Talking Chimpanzees |        |
| 37th | 2014年8月27日  | 心意告示牌      | 心意告示牌       |                     | A面曲  |
| 38th | 2014年11月26日 | 希望無限        | 我想歌唱         |                     | center |
| 39th | 2015年3月4日   | Green Flash     | 如果世界在哭泣   | SKE48               |        |
| 41st | 2015年8月26日  | Halloween Night | Halloween Night  |                     | A面曲  |
| 43rd | 2016年3月9日   | 你就是旋律      | Gonna Jump       | SKE48               |        |

### AKB48專輯CD
|     | 發行日期      | 專輯名稱                     | 參與歌曲名稱      | 分組名義                | 備註           |
| --- | ------------- | ---------------------------- | ----------------- | ----------------------- | -------------- |
| 3rd | 2011年6月8日  | 就是在这里                   | 就是在这里        | AKB48+SKE48+SDN48+NMB48 | 此曲为大合唱曲 |
| 4th | 2012年8月15日 | 1830m                        | 藍天 不會寂寞嗎？ | AKB48+SKE48+NMB48+HKT48 | 此曲为大合唱曲 |
| 6th | 2015年1月21日 | 这里是罗德斯岛、在这里跳吧！ | 继续活下去        |                         |                |

### 劇場公演
- Team E 1st Stage 「睡衣兜風」：《天使的尾巴》（天使のしっぽ）[8]
- Team E 2nd Stage 「引體後空翻」：《任性的流星》（わがままな流れ星）[14]
- Team KII 4th Stage 「剧场的女神」：《你好 我的初恋》（初恋よ こんにちは）
- Team E 4th Stage 「手牵手」：《带我去温布尔登》（ウィンブルドンへ連れて行って）

## 外部連結
- 柴田阿弥個人資料頁 （页面存档备份，存于）（cent. Force）
- 柴田阿弥的X（前Twitter）（2016年1月1日－）（日語）
- 柴田阿彌的Instagram帳戶（日語）
- 柴田阿彌官方部落格 （页面存档备份，存于）（SKE48時期）（日語）
- 柴田阿弥 畢業紀念網頁 （页面存档备份，存于） - SKE48 OFFICIAL WEB SITE